# Château de Villebrumier
Le Château de Villebrumier, est situé à Villebrumier, dans le sud-ouest de la France entre Montauban et Toulouse.
On peut y trouver des mosaïques extérieures et intérieures de Gaston Virebent. 

## Histoire
Pierre Gerla, le fils du notaire local, devenu député au Conseil des Cinq Cents (la dernière assemblée législative avant le Consulat et le Premier Empire), puis revenu au pays, fit construire le château entre 1809 et 1815 sur un grand terrain au bord du Tarn.  Il réutilisa les fondations d'un bâtiment plus ancien faisant partie d'une exploitation agricole. 
Pierre Gerla étant mort sans enfants, le château passa à ses neveux puis à leurs propres héritiers, la famille Bénaïs, qui l'habitèrent jusqu'en 1877. Durant cette période le château bénéficia de l'adjonction d'un nouvel étage et de deux tours, et de nombreux embellissements intérieurs et extérieurs. 
En 1877, en solde d'une dette, le château fut cédé à une famille de nobles mécènes et artistes, le comte et la comtesse de Marigny. De 1890 à 1908, Jean de Marigny fait au château des transformations et des embellissements importants : remaniement de la façade, surélévation des tours, création d'un péristyle, ornementation de façade par des frises en faïences polychromes de Gaston Virebent, création d'une grande pièce de réception ornée d'un plafond en faïence de Gaston Virebent et d'une cheminée monumentale… Jean de Marigny entretenait des relations avec de nombreux écrivains, artistes, hommes politiques. En particulier, il se lia d'amitié avec le grand sculpteur Antoine Bourdelle, qui effectua de nombreux séjours au château, et que Jean de Marigny soutint financièrement. Son épouse Camille de Marigny peignit des toiles murales sur des thèmes liés à la chasse et à la nature.
Au décès de Jean de Marigny en 1927, le château fut cédé à la famille d'un médecin toulousain, le docteur Azam, comme résidence de campagne; il passa ensuite à ses héritiers. Après quelque temps, il cessa d'être bien entretenu mais servit d'hôpital temporaire pendant la seconde guerre mondiale. Dans les années 1960, une partie du parc fut exploitée comme verger, et même pour l'élevage de porcs; en 1989 une partie du parc fut cédée à la municipalité pour la construction d'une maison de retraite. 
À partir de 1996, de nouveaux propriétaires, la famille Laporte, ont restauré le château, qui fut inscrit à l'inventaire supplémentaire des monuments historiques, et réalisé d'importantes extensions. Le parc s'est enrichi de nombreuses espèces rares.
Le château est devenu un lieu recherché pour des événements tels que des concerts, séminaires scientifiques, mariages et réunions familiales.
Le château est propriété privée et ne se visite pas, mais accueille des manifestations scientifiques.